# Маккой, Гертруда
Гертруда Маккой (урождённая — Гертруда Лион) (англ. Gertrude McCoy; 30 июня 1890, округ Гордон, Джорджия — 17 июля 1967, Атланта, США) — американская актриса

. Звезда немого кино. сценаристка.
С 1911 по 1928 год снялась в 162 фильмах. Создала 5 киносценариев.

## Избранная фильмография
- A Soldier’s Duty (1912)
- A Personal Affair (1912)
- Kitty at Boarding School (1912)
- Cynthia’s Agreement (1912)
- Madame Sherry (1917)
- The Silent Witness (1917)
- The Blue Bird (1918)
- The Danger Mark (1918)
- Castle of Dreams (1919)
- Angel Esquire (1919)
- The Auction Mart (1920)
- The Golden Dawn (1921)
- Tell Your Children (1922)
- Was She Guilty? (1922)[2]
- Always Tell Your Wife (1923)
- Heartstrings (1923)
- The Temptation of Carlton Earle (1923)
- The Diamond Man (1924)
- Chappy: That’s All (1924)
- Miriam Rozella (1924)
- Nets of Destiny (1924)
- Нельсон / Nelson (1926)
- A Royal Divorce (1926)
- Verborgene Gluten (1928)